# Overspannenheid
Overspannenheid is een gemoedstoestand die ontstaat als iemand te lang gespannen is geweest en niet meer voldoende tot rust kan komen.
De oorzaken zijn van uiteenlopende aard. Zo kan iemand overspannen worden als op korte termijn te veel emoties verwerkt moeten worden, maar ook als de werkdruk te groot is, er te veel stress is of als iemand zich niet voldoende kan ontspannen.
Overspannenheid kan soms ernstige lichamelijke gevolgen hebben. Vaak zijn de adrenalinespiegel en de bloeddruk te hoog en treden hartkloppingen op. Verder lijdt de persoon vaak aan spier- of hoofdpijn. Geestelijk kan er sprake zijn van irritatie en agressie, rusteloosheid, emotionele vervlakking en een verlies van interesse en motivatie.
Als de veroorzakende omstandigheden niet veranderen, kan overspannenheid zeer lang duren en mogelijk leiden tot depressie of stressverwante aandoeningen, zoals burn-out. Vaak is medische of psychologische hulp nodig.

## Symptomen en verschijnselen
Volgens het Nederlands Huisartsen Genootschap is er sprake van overspannenheid als voldaan is aan deze vier criteria:
1. Ten minste drie van de volgende klachten zijn aanwezig:
  - moeheid
  - gestoorde of onrustige slaap
  - prikkelbaarheid
  - niet tegen drukte/herrie kunnen
  - emotionele labiliteit
  - piekeren
  - zich gejaagd voelen
  - concentratieproblemen en/of vergeetachtigheid
2. gevoelens van controleverlies en/of machteloosheid
3. significante beperkingen in het beroepsmatig en/of sociaal functioneren
4. voorgenoemde verschijnselen zijn niet uitsluitend het directe gevolg van een psychiatrische stoornis

Volgens het genootschap is er sprake van burn-out als de overspannenheid meer dan een half jaar aanhoudt en de vermoeidheid sterk op de voorgrond staat.
Behalve de criteria van het Nederlands Huisartsen Genootschap komen ook de volgende verschijnselen voor:
- Verlies van motivatie
- Spierpijn
- Paniekaanvallen
- Slaapstoornissen en andere slaapproblemen
- Hartkloppingen
- Agressie
- Hoofdpijn
- Tinnitus, vaak na de overspannenheid